# Jarosław Olech
Jarosław Olech, né le 6 janvier 1974, est un champion du monde de force athlétique polonais.

## Performances
Multiple champion d'Europe et du Monde, il possède également plusieurs records du monde.

## Championnats du Monde
- en catégorie -74 kg
  -  Médaille d'or en 2011
  -  Médaille d'or en 2012
  -  Médaille d'or en 2013
  -  Médaille d'or en 2014
  -  Médaille d'or en 2015
  -  Médaille d'or en 2016

## Jeux mondiaux
- 2017 à Wrocław  Pologne
  -  Médaille d'or en Poids moyens
- 2013 à Cali  Colombie
  -  Médaille d'or en Poids moyens
- 2009 à Kaohsiung  Taïwan
  -  Médaille d'or en Poids moyens

## Records de force athlétique
- Squat - 367,5 kg (Championnats du monde IPF de 2016, Orlando,  États-Unis, catégorie Poids moyens.
- Développé couché - 220,0 kg (Championnats du monde IPF de 2014, Sofia,  Bulgarie, catégorie Poids moyens.
- Soulevé de terre - 320,0 kg (Championnats du monde IPF de 2011, Pilsen,  République tchèque, catégorie Poids moyens.